# Ulrich Woitek
Ulrich Woitek (* 1964) ist ein deutscher Ökonom.

## Leben
Nach dem Hochschulabschluss als Diplom-Volkswirt 1990 war er von 1991 bis 1995 wissenschaftlicher Mitarbeiter am Seminar für Mathematische Wirtschaftstheorie der Universität München. Nach der Promotion zum Dr. oec. publ. 1996 in München ist er seit 2004 Professor am Institut für empirische Wirtschaftsforschung an der Universität Zürich.
Seine Forschungsinteressen sind Anthropometrie, Konjunkturzyklen und Humankapital.

## Schriften (Auswahl)
- Business cycles. An international comparison of stylized facts in a historical perspective. With 45 tables. Heidelberg 1997.
- mit Jim Malley: Productivity shocks and aggregate cycles in an estimated endogenous growth model. München 2009.
- mit Jim Malley: Productivity shocks and aggregate fluctuations in an estimated endogenous growth model with human capital. München 2011.
- mit Alexander Rathke und Tobias Strautmann: Overvalued: Swedish monetary policy in the 1930s. München 2011.